# Gerrodes minor
Gerrodes minor là một loài bướm đêm trong họ Noctuidae.